# Fugasówka
Fugasówka – wieś w Polsce położona w województwie śląskim, w powiecie zawierciańskim, w gminie Ogrodzieniec.
W latach 1975–1998 miejscowość administracyjnie należała do województwa katowickiego.
Przez miejscowość przebiega droga wojewódzka nr 791. Po wschodniej stronie drogi leży część składająca się z intensywnej zabudowy jednorodzinnej, a po zachodniej stronie znajduje się przysiółek Markowizna, który wchodzi w skład sołectwa Fugasówka. Pozostała część terenu to dolina Czarnej Przemszy, łąki i podmokłe tereny.
Fugasówka graniczy od północy z miastem Zawiercie, od południa z miastem Ogrodzieniec. Miejscowość prezentuje zabudowę podmiejską z elementami charakterystycznymi dla terenu poprzemysłowego.
Mieszkańcy Fugasówki należą do Parafii św. Wojciecha BM w Zawierciu-Bzowie.
W Fugasówce znajduje się zbiorowa Mogiła Powstańców z 1863 roku.